# Pop-up-Blocker
Ein Pop-up-Blocker ist eine Funktion oder ein Programm, die das unerwünschte Öffnen von zusätzlichen Browser-Fenstern, so genannten Pop-ups, unterbindet. Die Funktion ist in vielen modernen Webbrowsern, wie zum Beispiel Mozilla Firefox, Microsoft Edge oder Google Chrome enthalten und kann bei älteren Modellen aber auch nachträglich als Plug-in-Erweiterung oder aber direkt auf einem Proxyserver installiert werden. Außerdem bieten viele Werbeblocker-Erweiterungen integrierte Pop-Up-Blocker an.
Dabei werden durch Analyse des JavaScript-Codes, der für das Öffnen von neuen Browser-Fenstern notwendig ist, diejenigen Code-Blöcke festgestellt, die ein Pop-up unabhängig von einer Benutzereingabe (Mausklick) öffnen. Dieser Code wird dann nicht ausgeführt bzw. (bei Verwendung eines Proxyservers) entfernt, bevor er zum Browser weitergeleitet wird.
Letzteres verringert auch die zu übertragende Datenmenge und kann damit das Öffnen der Webseiten beschleunigen. Der Nachteil für Webmaster sind sinkende Werbeeinnahmen, da Pop-ups hauptsächlich zum Anzeigen von Werbung genutzt werden. Auch ist, trotz ausgefeilter Filtertechniken, gelegentlich ein Eingreifen des Benutzers erforderlich, wenn eigentlich erwünschte Popups blockiert werden, die tatsächlich keine Werbung enthielten.
Meist sind derartige Programme auch mit mehr oder weniger umfangreichen Filterregeln ausgestattet, die es erlauben, Pop-ups nur von bestimmten Seiten zu blockieren (Blacklist) oder umgekehrt nur von bestimmten Seiten erlauben (Whitelist).